# Simon Best
Pour les articles homonymes, voir Best.
Pas d'image ? Cliquez ici

a Compétitions nationales et continentales officielles uniquement.

b Matchs officiels uniquement.
Dernière mise à jour le 10 novembre 2021.
Simon John Best, né le 11 février 1978 à Craigavon (Irlande du Nord), est un ex-joueur de rugby à XV irlandais. Il joue au poste de pilier.

## Biographie
Il jouait en équipe d'Irlande et évoluait au poste de pilier au sein de l'effectif de l'Ulster (1,85 m pour 113 kg). Il a annoncé sa retraite en février 2008 à la suite de problèmes cardiaques.
Il est le frère du talonneur Rory Best.

## Carrière

### En province
- 1999-2008 : Ulster  Irlande

### En équipe nationale
Il a honoré sa première cape internationale en équipe d'Irlande le 14 juin 2003 contre l'équipe des Tonga.

## Palmarès

### En province
- Vainqueur de la Celtic League : 2006

### En équipe nationale
- 23 sélections en équipe d'Irlande depuis 2003
- 1 essai (5 points)
- Sélections par année : 4 en 2003, 2 en 2004, 4 en 2005, 3 en 2006, 10 en 2007
- Tournois des Six Nations disputés : 2004, 2006, 2007

En coupe du monde :
- 2003 : 1 sélection (Namibie)
- 2007 : 3 sélections (Namibie, Géorgie et France)